# Artigeardit
Ardit Aliti (født i maj 1996), bedre kendt under kunstnernavnet Artigeardit, er en rapper, født i Danmark, med albansk makedonsk oprindelse.

## Baggrund
Aliti blev født i maj 1996 på Herlev Hospital af albansk makedonske forældre. Han voksede op i Mørkhøj i Gladsaxe Kommune; hans far var ansat som buschauffør og hans mor som rengøringsassistent.

## Karriere
Han begyndte i en alder af 12 år at skrive tekster, men der gik nogle år før han begyndte at arbejde med det musikalske aspekt. Af et par venner blev han opfordret til at komme i et lokalt musiklokale – et kommunalt tilbud for områdets unge.
Han promoverede sig selv via SoundCloud, hvor han udgav en af sine første sange Hold det 100 den 21. august 2015 – en freestyle over The Games sang 100. Nummeret Min Dame fra 17. august 2015, som er lavet af Orale Tupakii med Artigeardit og Mick som featureartister, er et andet af Artigeardit tidligste numre.
Fristelse fordærver blev Artigeardits første samlede udgivelse, som han udgav i en alder af 19 år. Information mente, at han med denne udgivelse genintroducerede et fokus på "den gode tekst" kombineret med melankolsk produktion.
I sommeren 2018 spillede han koncert i opvarmningsdagene til Roskilde Festival. Han udgav albummet vildedage i maj 2018 – samme dag som Distortion startede. Han fortalte i et interview med DR, at han både tog stoffer og festede flere dage i træk. En 15-årig dreng kom efter en koncert op til Artigeardit for at spørge efter Xanax, et angstdæmpende middel, som han havde rappet om i flere sange. Som følge af denne episode reflekterede han over, hvilke konsekvenser hans ageren kunne have for andre.
Han droppede ud af Frederiksberg Gymnasium i 3.g. Sidenhen har han udtrykt skuffelse over, at han ikke gennemførte en gymnasial uddannelse. Han har i den forbindelse blandt andet udtalt, at "Jeg [er] ked af, at jeg ikke fik gennemført. Man har brug for grundlæggende viden og dannelse for at kunne begå sig i vores samfund. Gymnasiet er vigtigt, og det er et kvalitetsstempel, der viser, at man kan gennemføre noget. På den måde var det et kæmpe nederlag. Det resulterede dog samtidig i, at nu hvor han ikke skulle gå i gymnasiet, "[...] blev musikstudiet [på den måde] min nye skole. Der var jo ikke nogen penge i det, men det var vigtigt for mig at være disciplineret.
I efteråret 2020 blev en lokal frisør fra Mørkhøj, som klippede Artigeardit, myrdet. Som konsekvens heraf valgte Artigeardit at rejse til Nordmakedonien for at komme på afstand af begivenheden og valgte at aflyse tre forestående koncerter.
Artigeardit har på sit seneste album "Længe Leve", på albummets sidste sang "Sig hvad du vil" røbet at rapperen snart skal være far, dette syneliggøres igennem teksten: "Kan ikk’ gå baglæns, jeg har alt for meget at miste / Har en baby på vej".

## Diskografi

### Studiealbum
| Titel                          | Albumdetaljer | Certificering      | Højeste placering |
| ------------------------------ | --- | ------------------ | ----------------- |
| vildedage                      | - Udgivet: 30. maj 2018 - Selskab: Heritage Inc. - Format: Streaming/download                                               | Platin 12.10.2021. |                   |
| IDIOT                          | - Udgivet 31. januar 2020 - Selskab: Artige Records & Heritage Inc. - Format: Streaming/download                            | Platin 05.10.2021. |                   |
| Held & Lykke Med At Komme Hjem | - Udgivet 28. maj 2021 - Selskab: Universal Music & Def Jam Recordings - Format: Streaming/download                         | Platin 12.04.2022. |                   |
| Længe leve                     | - Udgivet 27. Januar 2023 - Selskab: Universal Music & Def Jam Recordings - Format: Streaming/dowload                       | Guld 14.03.2023.   |                   |
| Nu hvor vi er her              | - Udgivet 1. september 2023 - Selskab: Universal Music - Format: Streaming/download - Samarbejde: I collaboration med Lamin |                    |                   |

### EP'er
| Titel               | Albumdetaljer                                                                                                | Certificering | Højeste placering |
| ------------------- | --- | ------------- | ----------------- |
| Fristelse Fordærver | - Udgivet: 4. marts 2016 - Selskab: Universal Music A/S - Format: Download                                   |               |                   |
| 2.0 EP              | - Udgivet: 16. januar 2019 - Selskab: Universal Music A/S - Format: Streaming/download                       |               |                   |
| 3p                  | - Udgivet: 14. juni 2019 - Selskab: Universal Music A/S - Format: Streaming/download                         |               |                   |
| ELEV4TORMUSIK       | - Udgivet 11. september 2020 - Selskab: Universal Music A/S - Format: Streaming/download                     |               |                   |
| Ny Agenda           | - Artigeardit x Lamin - Udgivet 15. Oktober 2021 - Selskab: Universal Music A/S - Format: Streaming/download |               |                   |

### Singler
| År           | Titel                                                                                               | Højeste placering | Certificering | Udgivelsesdato                                                                            |  |  |  |
| ------------ | --------------------------------------------------------------------------------------------------- | ----------------- | ------------- | ----------------------------------------------------------------------------------------- |  |  |  |
| År           | Titel                                                                                               | 2016              | Certificering | "Nummer"                                                                                  |  |  |  |
| "Født i dag" | | 2016              |               |                                                                                           |  |  |  |
| 2017         | "Værformig"                                                                                         |                   |               |                                                                                           |  |  |  |
| 2017         | "Laos (feat. Christos)"                                                                             |                   |               |                                                                                           |  |  |  |
| 2017         | "Ik For Børn (feat. ICEKIID)"                                                                       |                   |               |                                                                                           |  |  |  |
| 2017         | "Vildedage"                                                                                         |                   |               |                                                                                           |  |  |  |
| 2019         | Gothersgade                                                                                         |                   |               | 15. november 2019                                                                         |  |  |  |
| 2019         | Lov Mig 1 Ting                                                                                      |                   |               | 13. september 2019                                                                        |  |  |  |
| 2020         | Idiot (feat. Karl William) Typisk Mig Stensikker Byen (FCK) Den Værste I Nat (Artigeardit x Medina) |                   |               | 24. januar 2020 21. Februar 2020 24. April 2020 8. juni 2020 12. juni 2020 7. august 2020 |  |  |  |
| 2021         | Stå Op Gå Ned B2B (Carmon x Artigeardit) Er Her (Artigeardit x KESi)                                |                   |               | 19. februar 2021 5. marts 2021 14. maj 2021                                               |  |  |  |
| 2022         | Hensigt                                                                                             |                   |               | 11. februar 2022                                                                          |  |  |  |

### Musikvideoer
| År   | Titel                  | Udgivelsesdato     |
| ---- | ---------------------- | ------------------ |
| 2018 | Vildedage              | 27. april 2018     |
| 2018 | Ses Senere             | 13. november 2018  |
| 2019 | Lov Mig 1 Ting         | 13. september 2019 |
| 2020 | Idiot ft. Karl William | 28. januar 2020    |
| 2020 | Bagsæde                | 4. februar 2020    |
| 2023 | Længe Leve             | 29. januar 2023    |